# Клопицкое сельское поселение

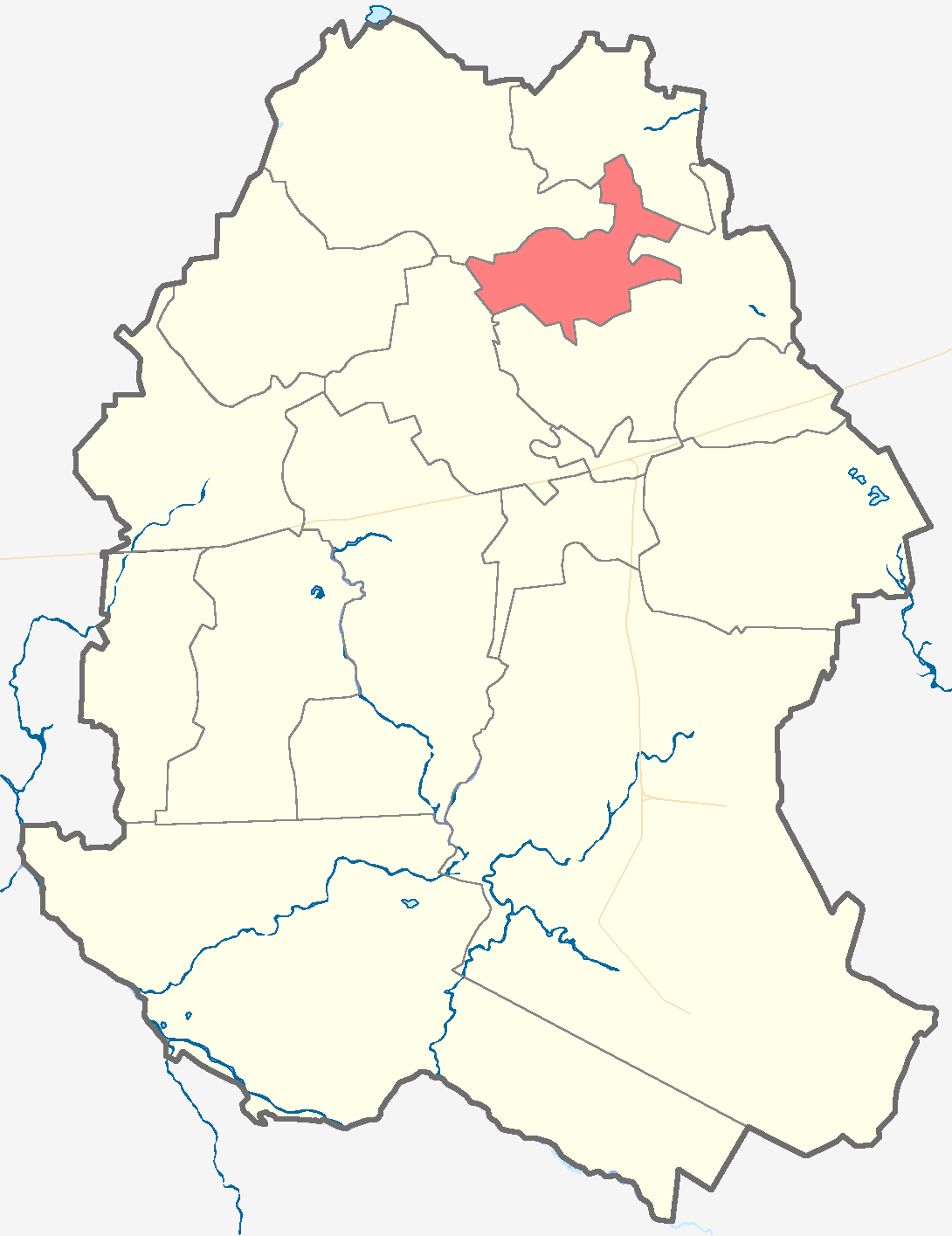
Клопицкое сельское поселение до мая 2019 года

Кло́пицкое се́льское поселе́ние — муниципальное образование в составе Волосовского района Ленинградской области. Административный центр — деревня Клопицы.
Главой поселения и главой администрации является Комарова Тамара Владимировна.

## Географические данные
- Общая площадь: 48,00 км²
- Расположение: северо-восточная часть Волосовского района
- Граничит:
  - на западе — с Бегуницким сельским поселением
  - на юге — с Волосовским городским поселением
  - на юго-востоке — с Калитинским сельским поселением
  - на востоке — с Гатчинским муниципальным округом
  - на севере — с Ломоносовским районом

По территории поселения проходят автодороги:
- А180 «Нарва» (E 20) (Санкт-Петербург — Ивангород — граница с Эстонией)
- 41А-003 (Кемполово — Выра — Шапки)
- 41К-013 (Жабино — Вересть)
- 41К-014 (Волосово — Керново)
- 41К-044 (Каськово — Ольхово)
- 41К-051 (Каськово — Шёлково)
- 41К-351 (подъезд к дер. Горки)
- 41К-352 (Волгово — Ожогино)
- 41К-353 (Торосово — Курголово)
- 41К-354 (Сумино — Красные Череповицы — Соколовка)
- 41К-358 (Каськово — Модолицы)
- 41К-360 (Шёлково — Голубовицы)
- 41К-363 (Волгово — Муратово)
- 41К-367 (подъезд к пос. Сумино)

Расстояние от административного центра поселения до районного центра — 12 км.

## История
В начале 1920-х годов в составе Губаницкой волости Петергофского уезда Санкт-Петербургской губернии был образован Клопицкий сельсовет.
14 февраля 1923 года Губаницкая волость вошла в состав вновь образованного Троцкого уезда.
В августе 1927 года Клопицкий сельсовет вошёл в состав Волосовского района Ленинградской области.
В ноябре 1928 года Клопицкий сельсовет присоединён к Губаницкому сельсовету.
По данным 1990 года Клопицкий сельсовет был вновь выделен из состава Губаницкого сельсовета.
18 января 1994 года постановлением главы администрации Ленинградской области № 10 «Об изменениях административно-территориального устройства районов Ленинградской области» Клопицкий сельсовет, также как и все другие сельсоветы области, преобразован в Клопицкую волость.
1 января 2006 года в соответствии с областным Законом № 64-оз от 24 сентября 2004 года «Об установлении границ и наделении соответствующим статусом муниципального образования Волосовский муниципальный район и муниципальных образований в его составе» образовано Клопицкое сельское поселение, в его состав вошла территория бывшей Клопицкой волости.
В мае 2019 года Губаницкое и Сельцовское сельские поселения влились в Клопицкое сельское поселение.

## Население
| 2006  | 2010  | 2011  | 2012  | 2013  | 2014  | 2015  |
| ----- | ----- | ----- | ----- | ----- | ----- | ----- |
| 1600  | ↗1622 | ↗1626 | ↗1629 | ↗1680 | ↗1694 | ↗1716 |
| 2016  | 2017  | 2018  | 2019  | 2020  | 2021  | 2023  |
| ↘1711 | ↗1727 | ↗1745 | ↗1774 | ↗8443 | ↗8448 | ↗8482 |
| 2024  | 2025  |       |       |       |       |       |
| ↗8671 | ↗8779 |       |       |       |       |       |

## Населённые пункты
На территории поселения находятся 34 населённых пункта — 3 посёлка и 31 деревня:
| №  | Населённый пункт   | Тип населённого пункта          | Население    |
| -- | ------------------ | ------------------------------- | ------------ |
| 1  | Анташи             | деревня                         | ↗86 (2017)   |
| 2  | Будино             | деревня                         | ↗136 (2017)  |
| 3  | Везиково           | деревня                         | ↗21 (2017)   |
| 4  | Волгово            | деревня                         | ↗195 (2017)  |
| 5  | Голубовицы         | деревня                         | ↘7 (2017)    |
| 6  | Горки              | деревня                         | ↗53 (2017)   |
| 7  | Греблово           | деревня                         | ↘8 (2017)    |
| 8  | Губаницы           | деревня                         | ↗332 (2017)  |
| 9  | Добряницы          | деревня                         | ↗38 (2017)   |
| 10 | Жилгородок         | посёлок                         | ↗276 (2017)  |
| 11 | Кандакюля          | деревня                         | ↘13 (2017)   |
| 12 | Каськово           | деревня                         | ↗88 (2017)   |
| 13 | Кемполово          | деревня                         | ↗23 (2017)   |
| 14 | Кивалицы           | деревня                         | ↘12 (2017)   |
| 15 | Клопицы            | деревня, административный центр | ↗1229 (2017) |
| 16 | Котино             | деревня                         | ↗21 (2017)   |
| 17 | Красная Мыза       | деревня                         | ↘0 (2017)    |
| 18 | Красные Череповицы | деревня                         | ↗54 (2017)   |
| 19 | Курголово          | деревня                         | ↗61 (2017)   |
| 20 | Медниково          | деревня                         | ↗104 (2017)  |
| 21 | Модолицы           | деревня                         | ↘10 (2017)   |
| 22 | Муратово           | деревня                         | ↗34 (2017)   |
| 23 | Ожогино            | деревня                         | ↘28 (2017)   |
| 24 | Ольхово            | деревня                         | ↘15 (2017)   |
| 25 | Ржевка             | деревня                         | ↘12 (2017)   |
| 26 | Ронковицы          | деревня                         | ↘62 (2017)   |
| 27 | Рутелицы           | деревня                         | ↗39 (2017)   |
| 28 | Сельцо             | деревня                         | ↘51 (2017)   |
| 29 | Сельцо             | посёлок                         | ↗2182 (2017) |
| 30 | Слободка           | деревня                         | ↘23 (2017)   |
| 31 | Соколовка          | деревня                         | ↗28 (2017)   |
| 32 | Сумино             | посёлок                         | ↗1564 (2017) |
| 33 | Торосово           | деревня                         | ↗1521 (2017) |
| 34 | Шёлково            | деревня                         | ↘41 (2017)   |

## Достопримечательности
- Парк бывшей усадьбы И. А. Мусина-Пушкина в Клопицах
- Усадьба Ю. К. Довре в Кемполово